# Tau Canis Majoris
Tau Canis Majoris , (τ Canis Majoris, förkortat Tau CMa, τ CMa), som är stjärnans Bayer-beteckning, är en multipelstjärna i den östra delen av stjärnbilden Stora hunden. Den har en kombinerad skenbar magnitud på +4,40 och är synlig för blotta ögat där ljusföroreningar ej förekommer. Baserat på parallaxmätningar i Hipparcos-uppdraget på ca 1,1 mas beräknas den befinna sig på ca 5 000 ljusårs (1 570 parsek) avstånd från solen. Stjärnan ingår i den öppna stjärnhopen NGC 2362, där den är den ljusstarkaste medlemmen.

## Egenskaper
Primärstjärnan Tau Canis Majoris Aa är en blå till vit ljusstark jättestjärna av spektralklass O9 II. Den har en massa som är ca 50 gånger solens massa, en radie som är ca 20 gånger större än solens och utsänder ca 280 000 gånger mera energi än solen från dess fotosfär vid en effektiv temperatur på ca 32 000 K.
Tau Canis Majoris, eller 30 Canis Majoris, är en förmörkelsevariabel av Beta Lyrae-typ. Den varierar mellan skenbar magnitud 4,38 och 4,44 med en period av 1,28214 dygn.
Tau Canis Majoris framträder som en superjätte inom den öppna stjärnhopen NGC 2362, men består av flera stjärnor. Egenskaperna hos de mindre följeslagarna i Tau CMa-systemet är dåligt kända. Tau Canis Majoris D har beskrivits som en stjärna av spektralklass B2 V, men detta är osäkert. De tre spektroskopiska komponenternas relativa ljusstyrka har beräknats från förmörkelser och omloppsrörelser. Spektrum, massa och ljusstyrka domineras av primärstjärnan.